# Exèrcit permanent
Exèrcit permanent és el conjunt de tropes regulars que estan sempre sobre les armes i disposades a combatre en cas de necessitat, sense que siguin dissoltes ni desmobilitzades en temps de pau. L'exèrcit permanent, juntament amb la reserva, constitueix l'exèrcit regular; per això, l'exèrcit permanent es pot definir com la branca permanent de l'exèrcit regular. Durant l'edat mitjana, l'exèrcit permanent era més aviat l'excepció: es feien servir exèrcits de mercenaris o exèrcits puntuals, reclutats ad hoc pels vassals.
L'exèrcit permanent es compon de tropes amb dedicació exclusiva. L'exèrcit permanent a més dels militars de carrera inclou:
- en el model d'exèrcit de lleva, soldats que fan el servei militar obligatori, en rotació contínua: quan una lleva acaba el període de servei és substituïda per la lleva següent.
- en el model d'exèrcit professional, soldats voluntaris contractats per a un període prefixat.

L'exèrcit permanent acostuma de tenir un alt nivell de formació i de motivació, però alhora tendeix a ésser relativament petit; en cas de conflicte que exigeixi un elevat nombre d'homes, cal engruixir-lo tot mobilitzant la reserva. És a dir, la suma de l'exèrcit permanent i de la reserva constitueix l'exèrcit regular. Les forces irregulars són voluntàries de dedicació temporal.
D'altra banda, no s'ha de confondre el concepte d'exèrcit permanent amb el d'exèrcit professional. L'exèrcit permanent pot formar part tant d'un exèrcit de lleva com d'un exèrcit professional. És a dir, només es parla d'exèrcit professional en països que no tenen servei militar obligatori.
En les Bases de Manresa (1891) es proposa que «Catalunya contribuhirá á la formació de l'exèrcit permanent de mar y terra per medi de voluntaris, ò bé d’una compensació en diners prèviament convinguda com abans de 1845. Lo cos de exèrcit que á Catalunya corresponga será fixo y á ell deurán pertányer los voluntaris ab que hi contribuexi. S'establirá ab organisació regional la reserva, á la que quedarán subgectes tots los minyons d’una edat determinada.»